# Wanggamala
Wanggamala är ett utdött australiskt språk. Wanggamala talades i Nordterritoriet i Australien. Wanggamala tillhörde de pama-nyunganska språken.